# Илезем
Илезем — река в России, протекает в Парфеньевском районе Костромской области. Устье реки находится в 26 км по левому берегу реки Вохтома. Длина реки составляет 35 км. В 15 км от устья по левому берегу принимает реку Чёрная.
Исток Илезема находится в лесах в 34 км к юго-западу от Кологрива и в 35 км к северо-востоку от Парфеньева. Генеральное направление течения — юг, затем запад. Русло крайне извилистое. В верховьях на берегах реки деревни Бакино, Завражье, Холм; нижнее течение проходит по ненаселённому лесу. Крупнейший приток — Чёрная (левый).
Илезем впадает в Вохтому выше деревни Рубцово.

## Данные водного реестра
По данным государственного водного реестра России относится к Верхневолжскому бассейновому округу, водохозяйственный участок реки — Унжа от истока и до устья, речной подбассейн реки — Бассей притоков Волги ниже Рыбинского водохранилища до впадения Оки. Речной бассейн реки — (Верхняя) Волга до Куйбышевского водохранилища (без бассейна Оки).
Код объекта в государственном водном реестре — 08010300312110000016300.